# Paradaemonia octavus
Paradaemonia octavus är en fjärilsart som beskrevs av Herrich-Schäffer 1858. Paradaemonia octavus ingår i släktet Paradaemonia och familjen påfågelsspinnare. Inga underarter finns listade i Catalogue of Life.